# Hordeum lagunculiforme
Hordeum lagunculiforme là một loài thực vật có hoa trong họ Hòa thảo. Loài này được Bacht. mô tả khoa học đầu tiên năm 1957.